# Hélette
Hélette en francés, Heleta en vasco y en castellano fronterizo, es una comuna francesa, situada en el departamento de Pirineos Atlánticos y la región de Aquitania. Pertenece al território histórico vasco-francés de Baja Navarra.

## Heráldica
En campo de sable, dos leones rampantes, de plata, puestos en faja.

## Demografía
| Gráfica de evolución demográfica de Hélette entre 1800 y 2012 |
|                                                               |

Fuentes: Ldh/EHESS/Cassini e INSEE.

### Patrimonio
- Iglesia de Hélette, barroca del siglo XVII.
- numerosas estelas con el lauburu

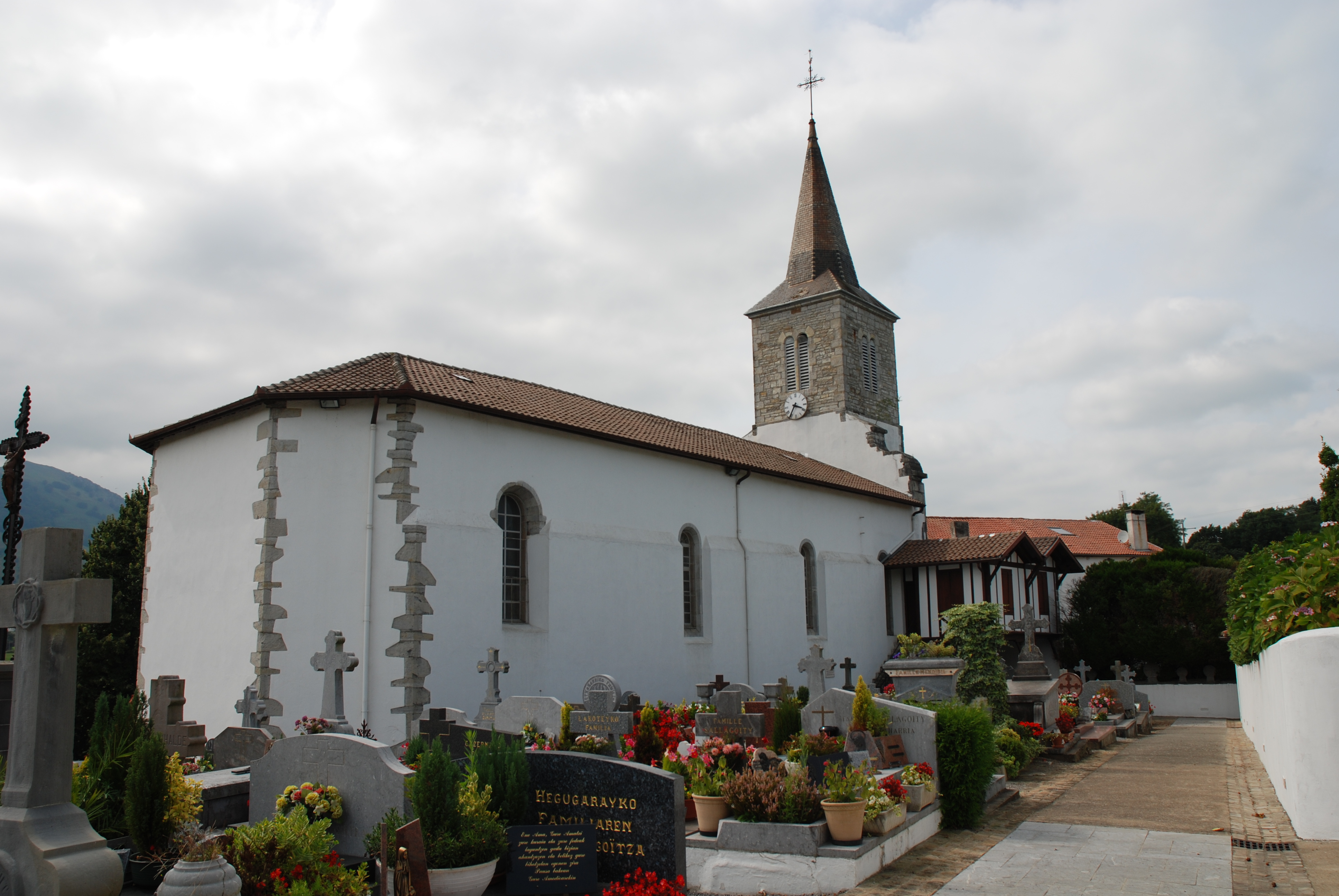
Iglesia de Santa María
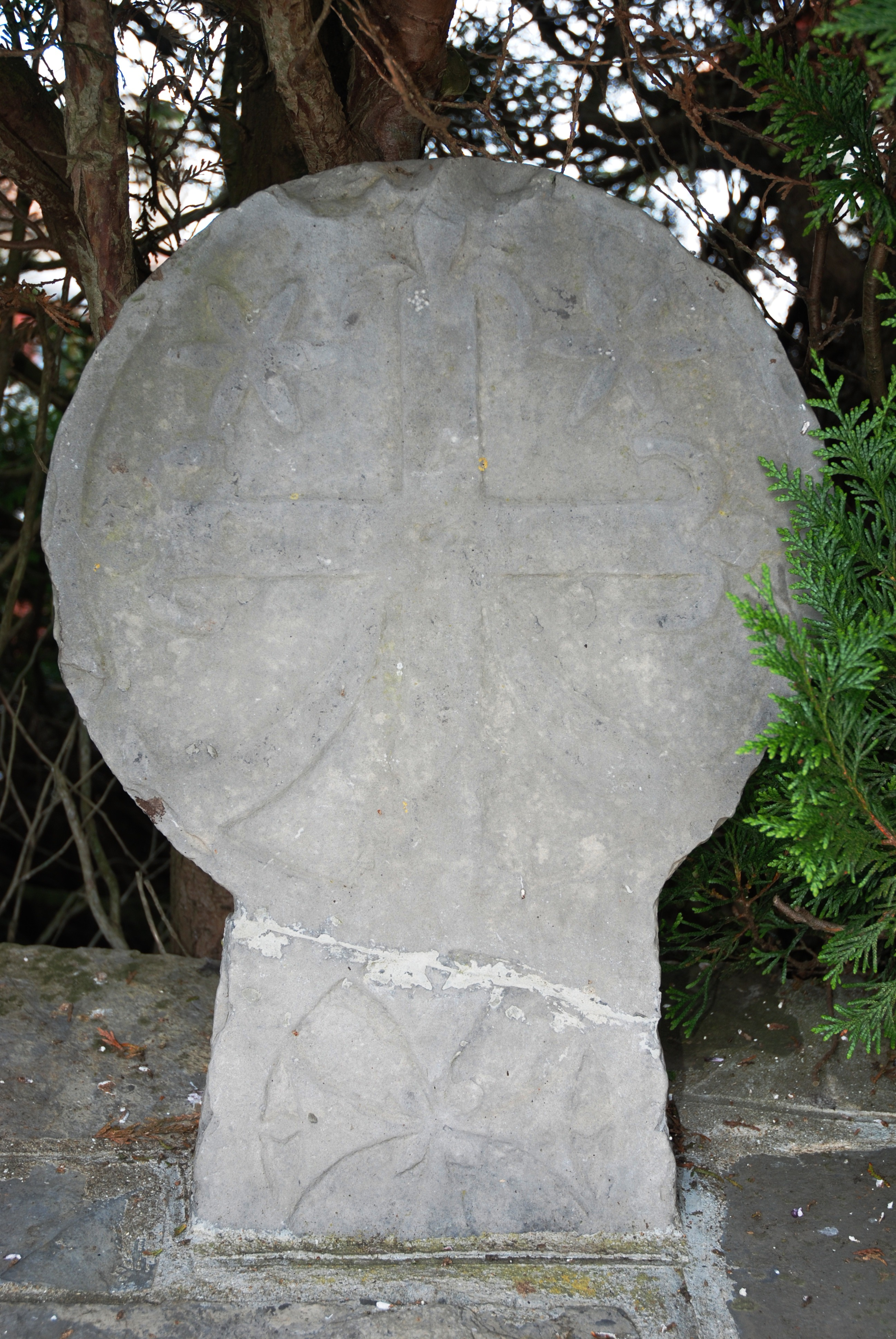
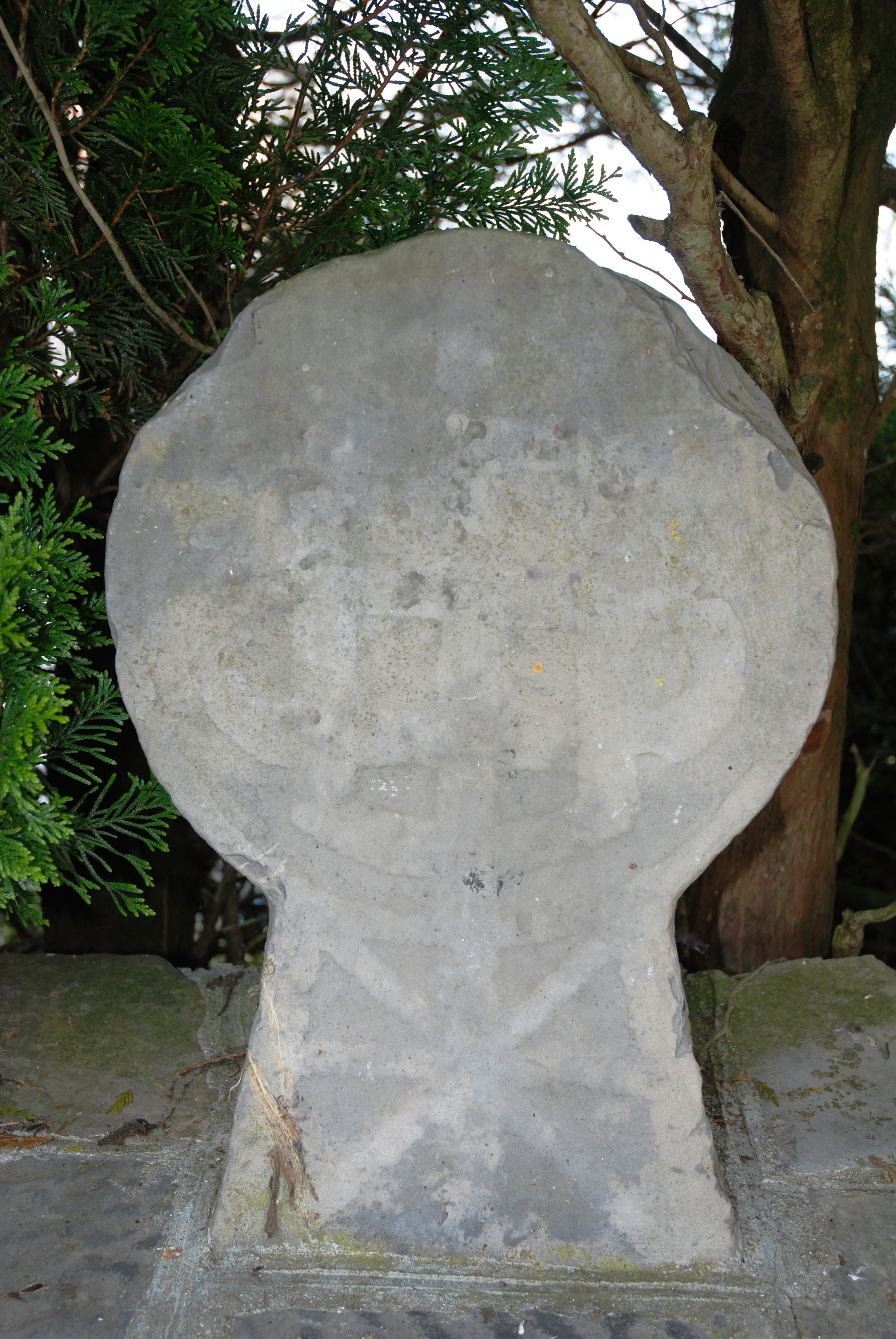
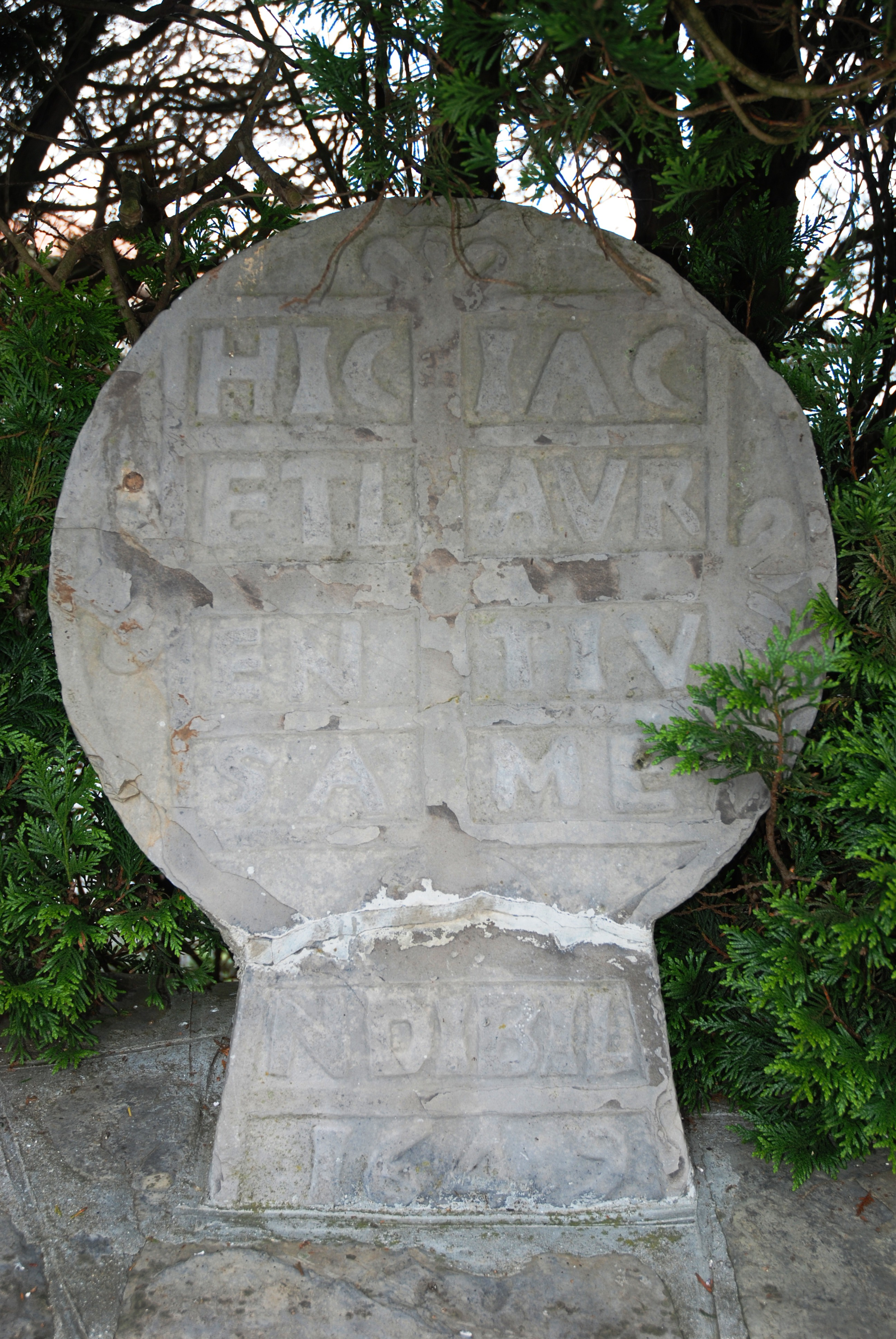
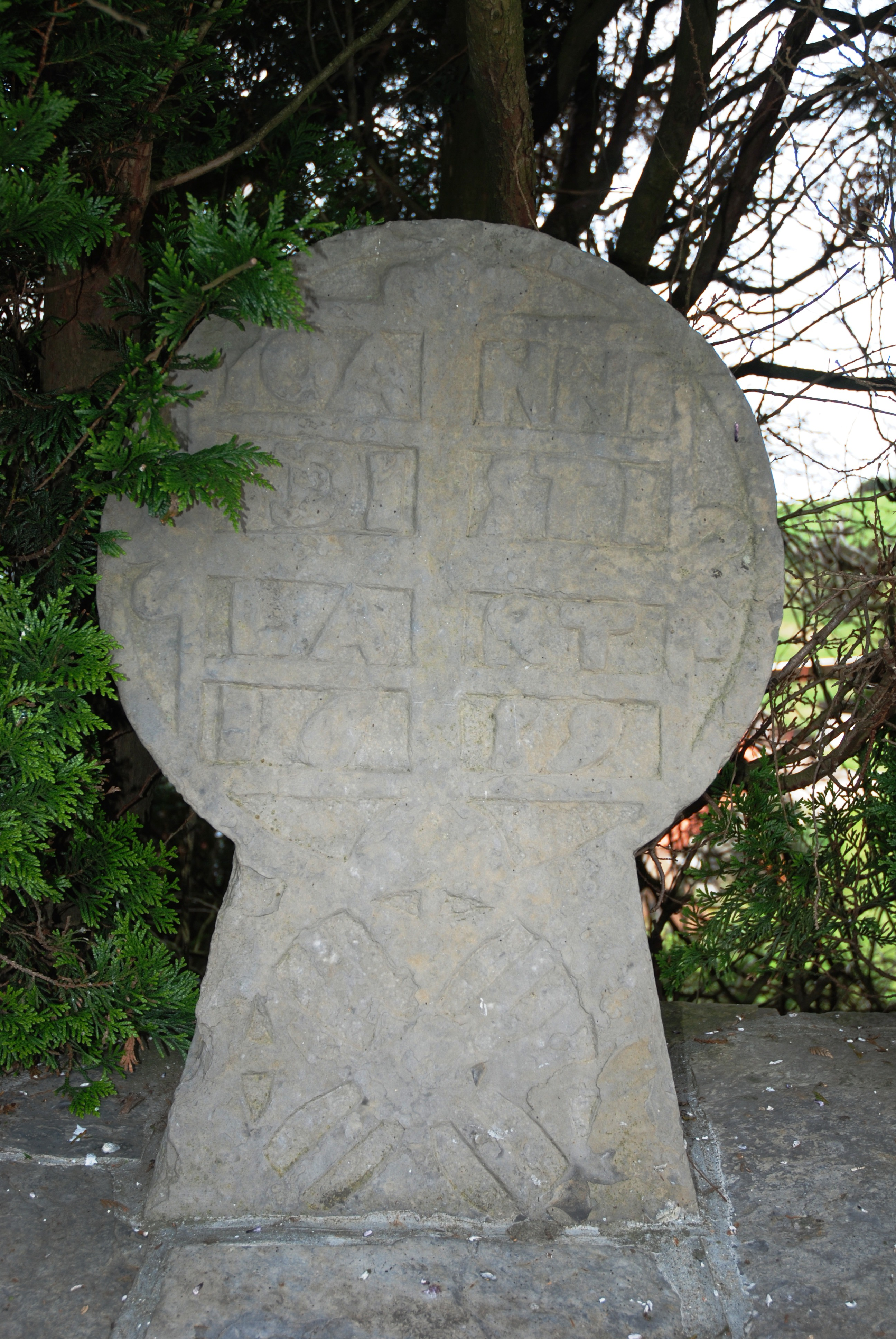
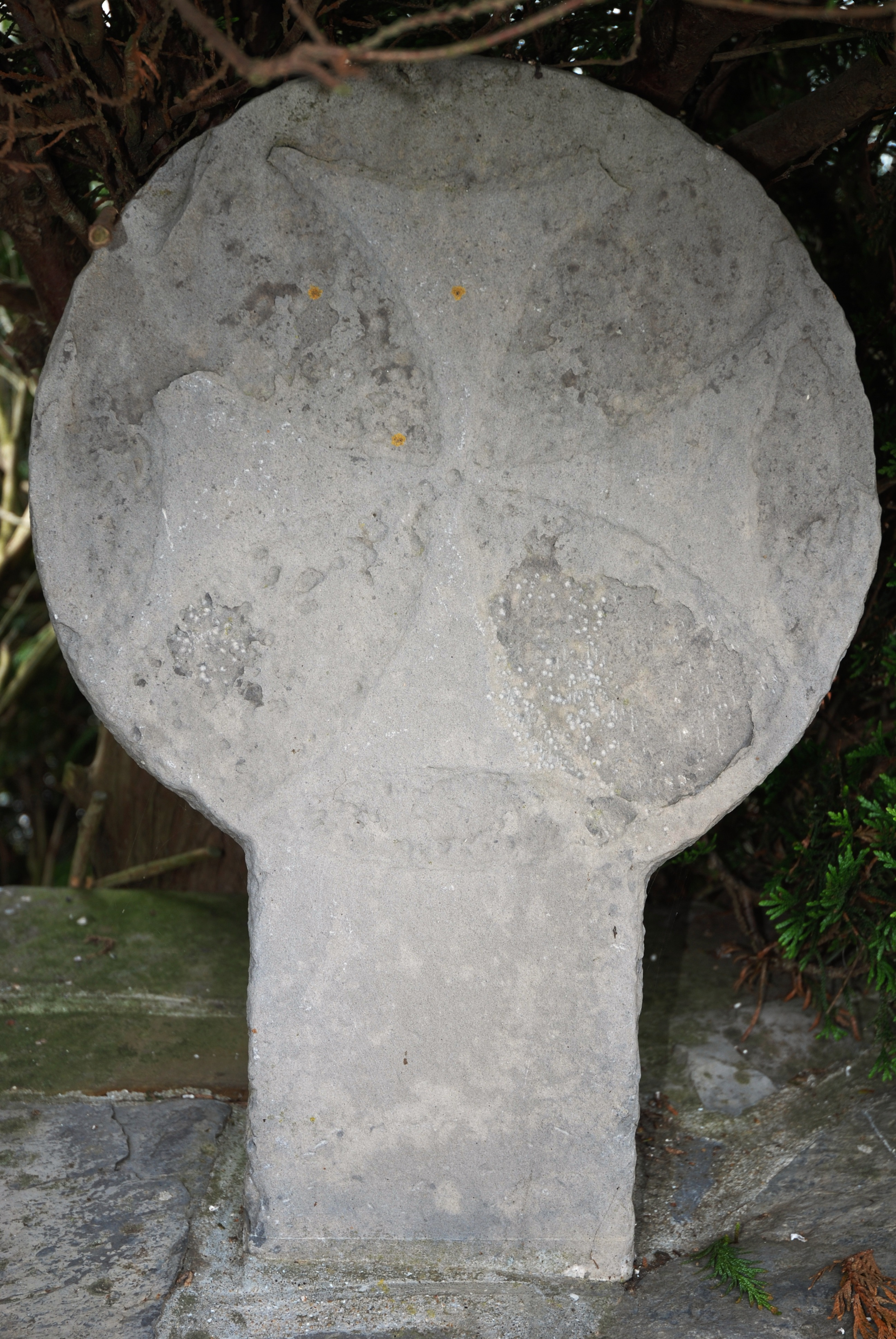
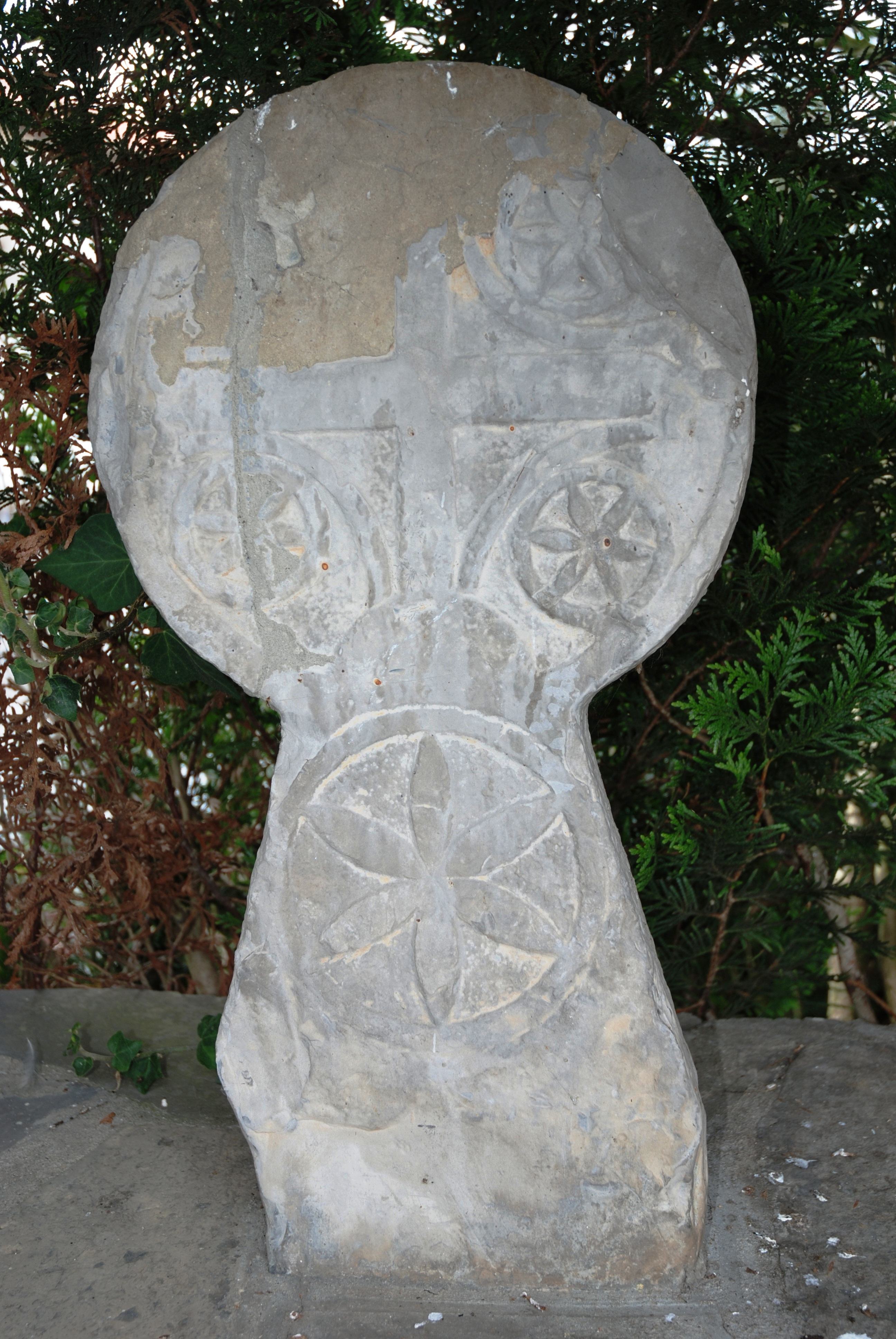
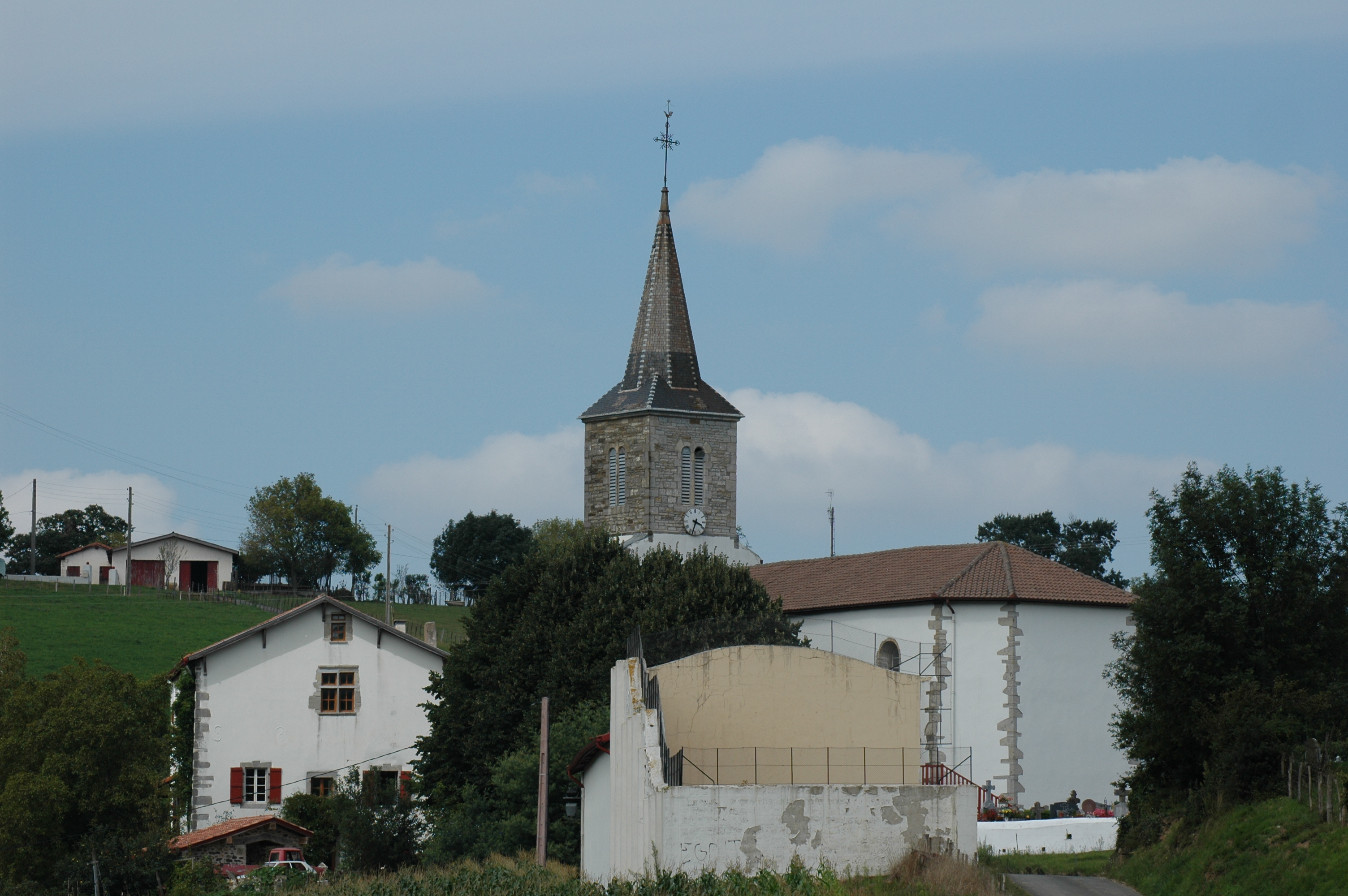
Frontón.
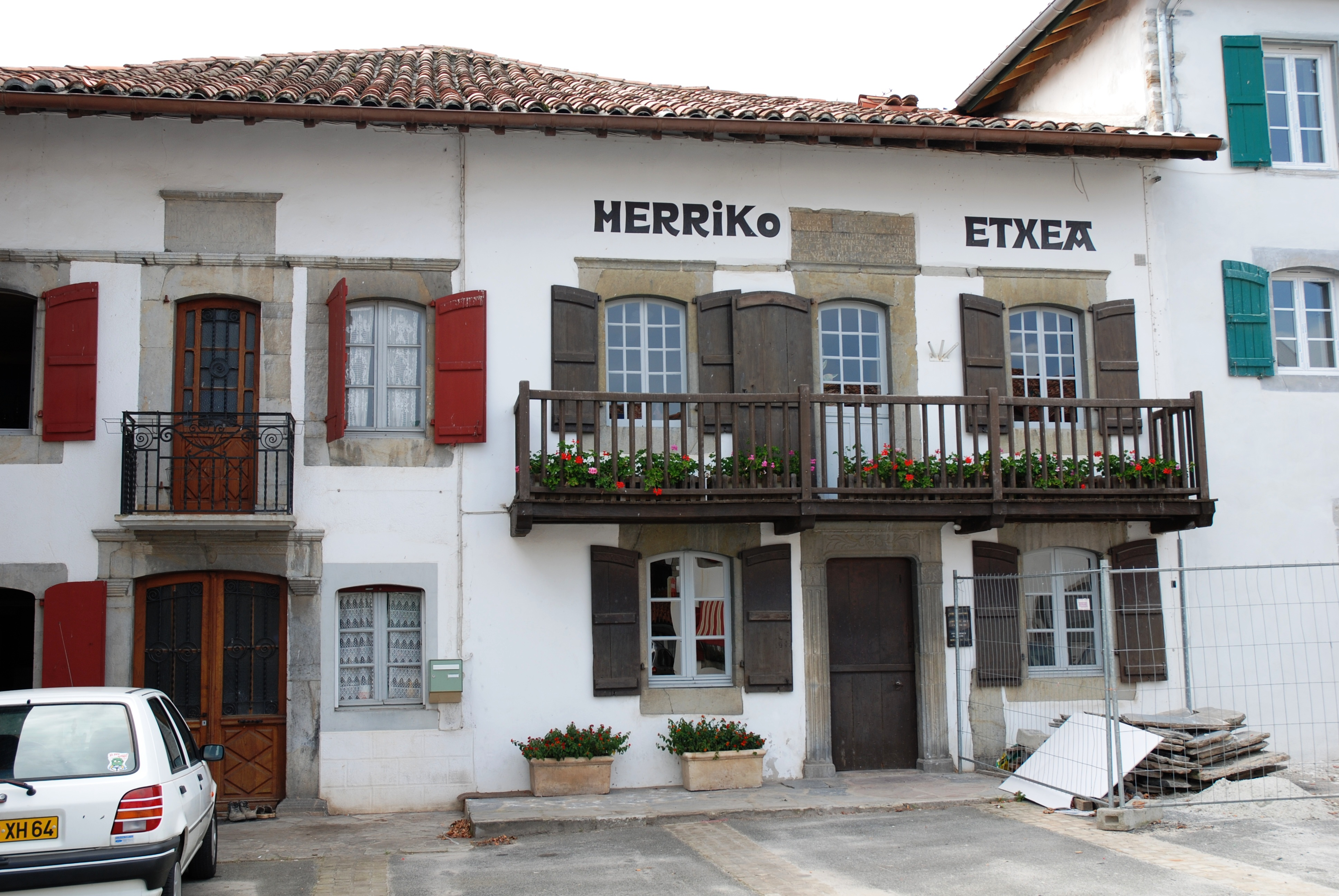
Ayuntamiento
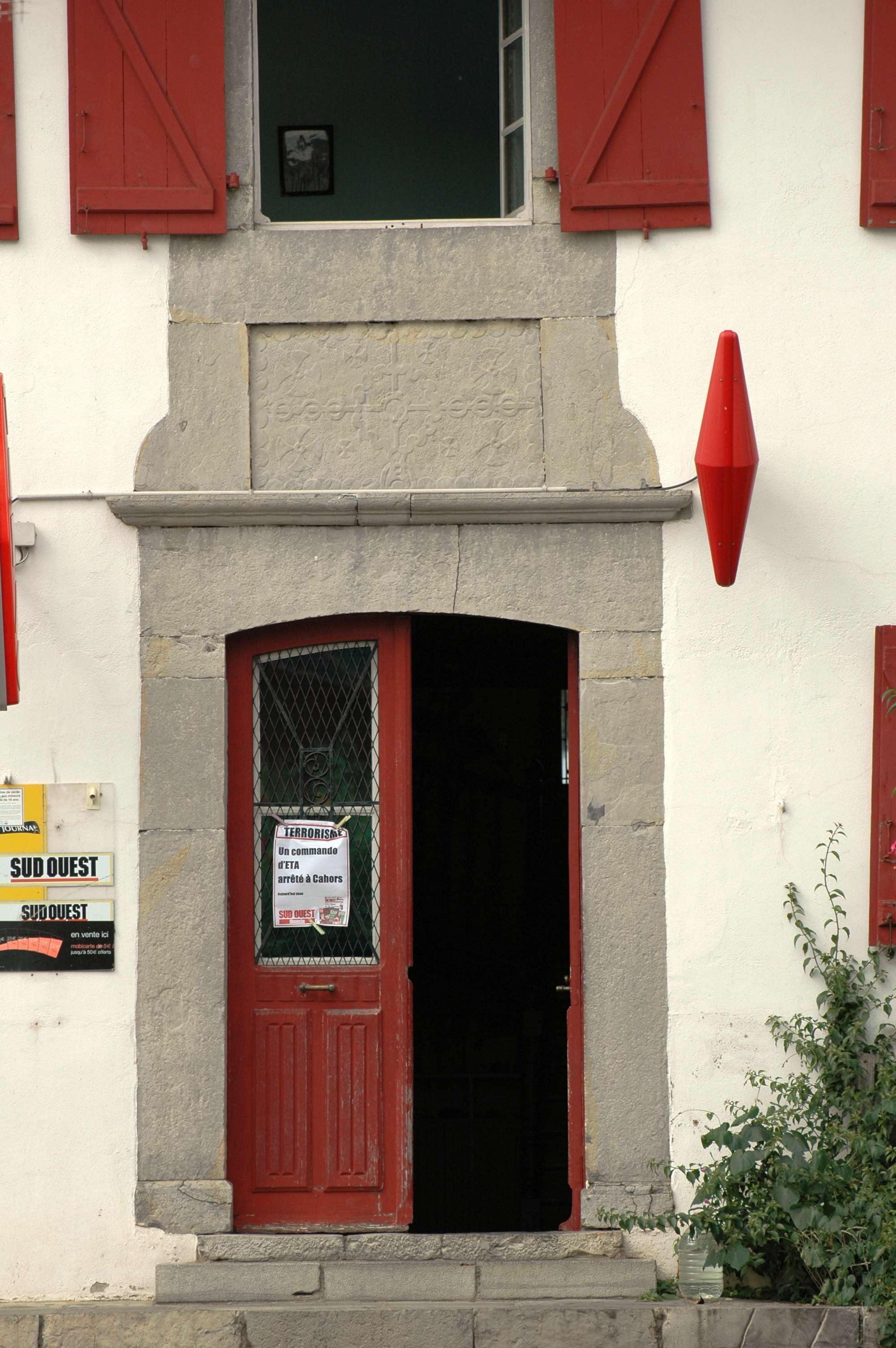
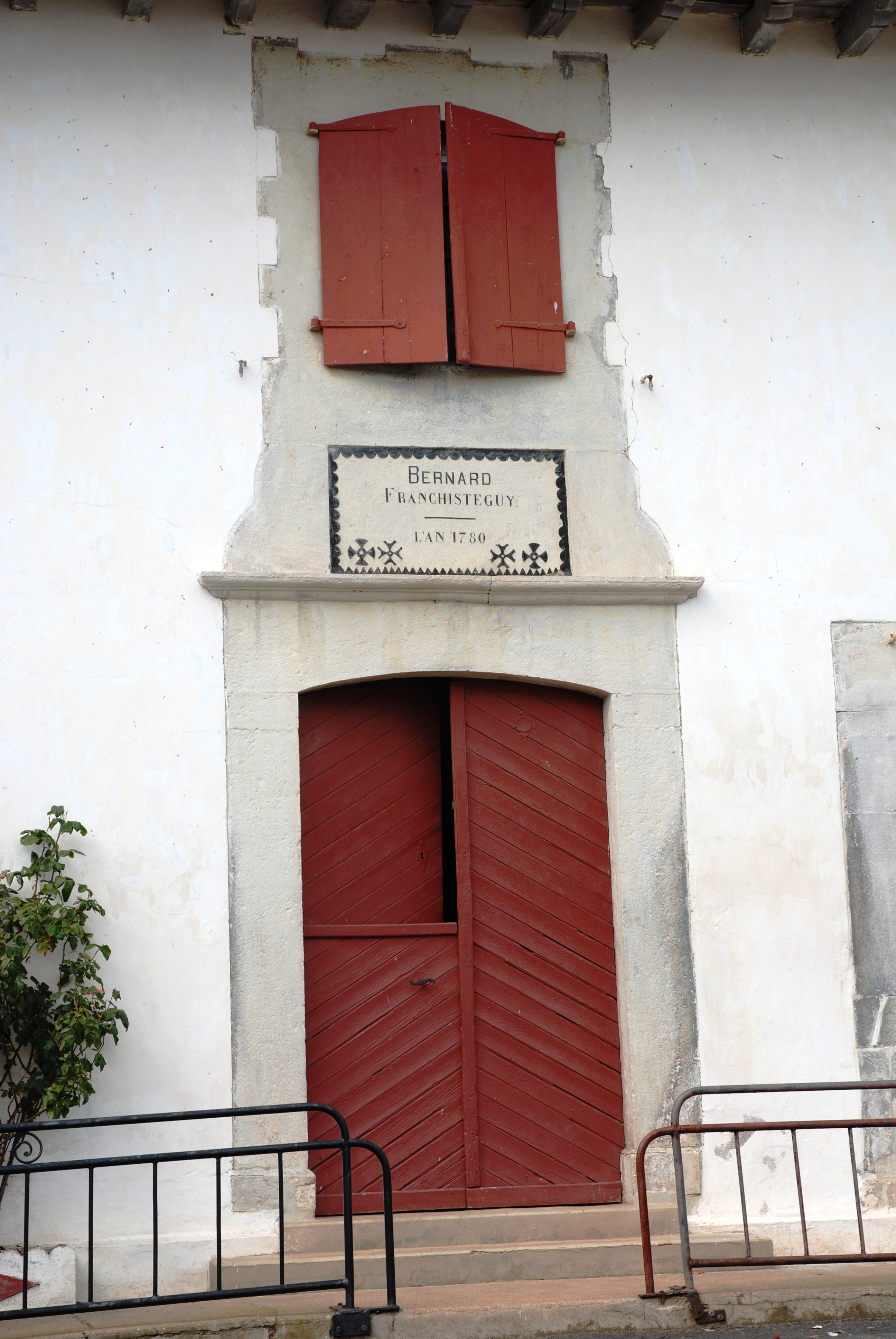
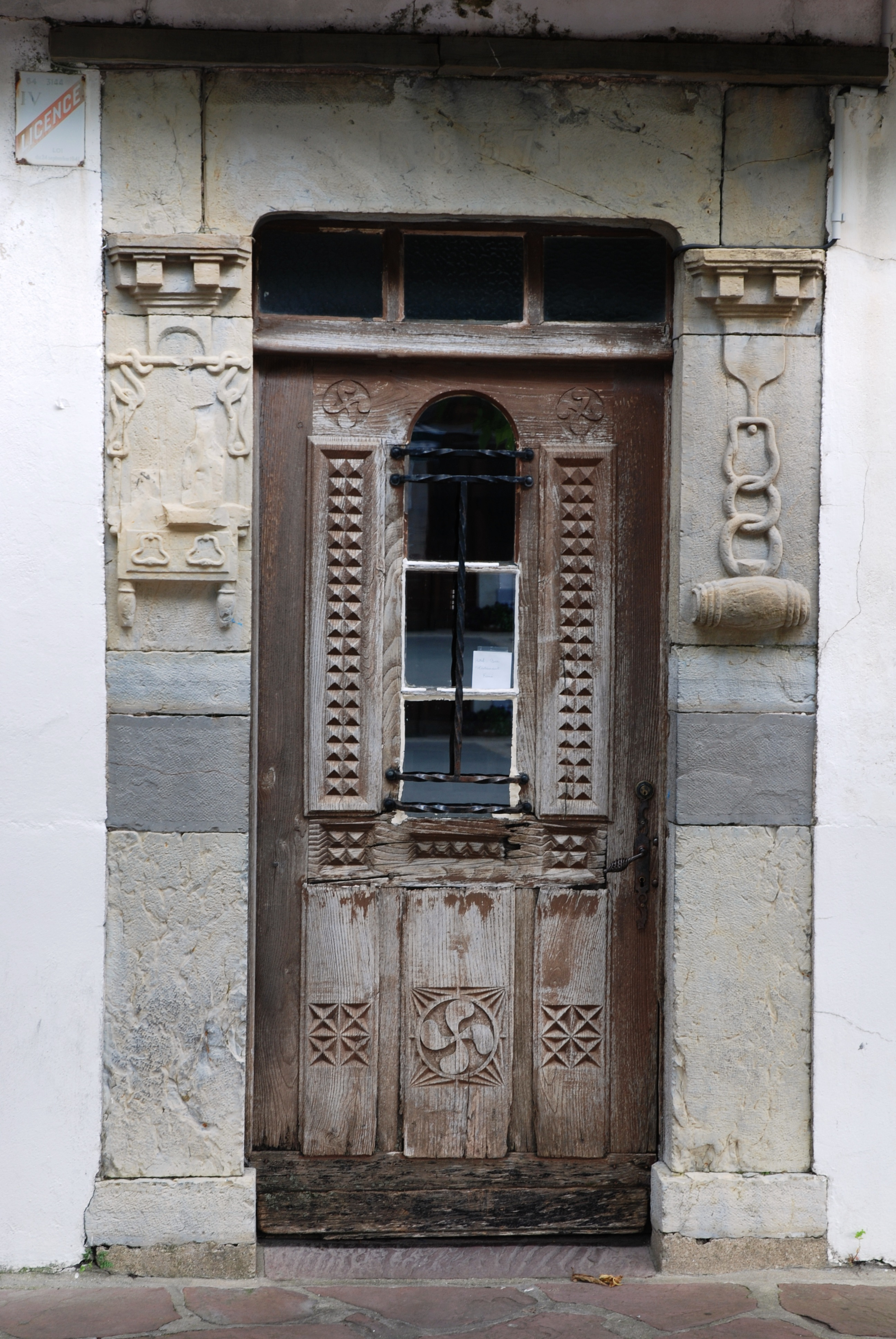